# Poortvliet

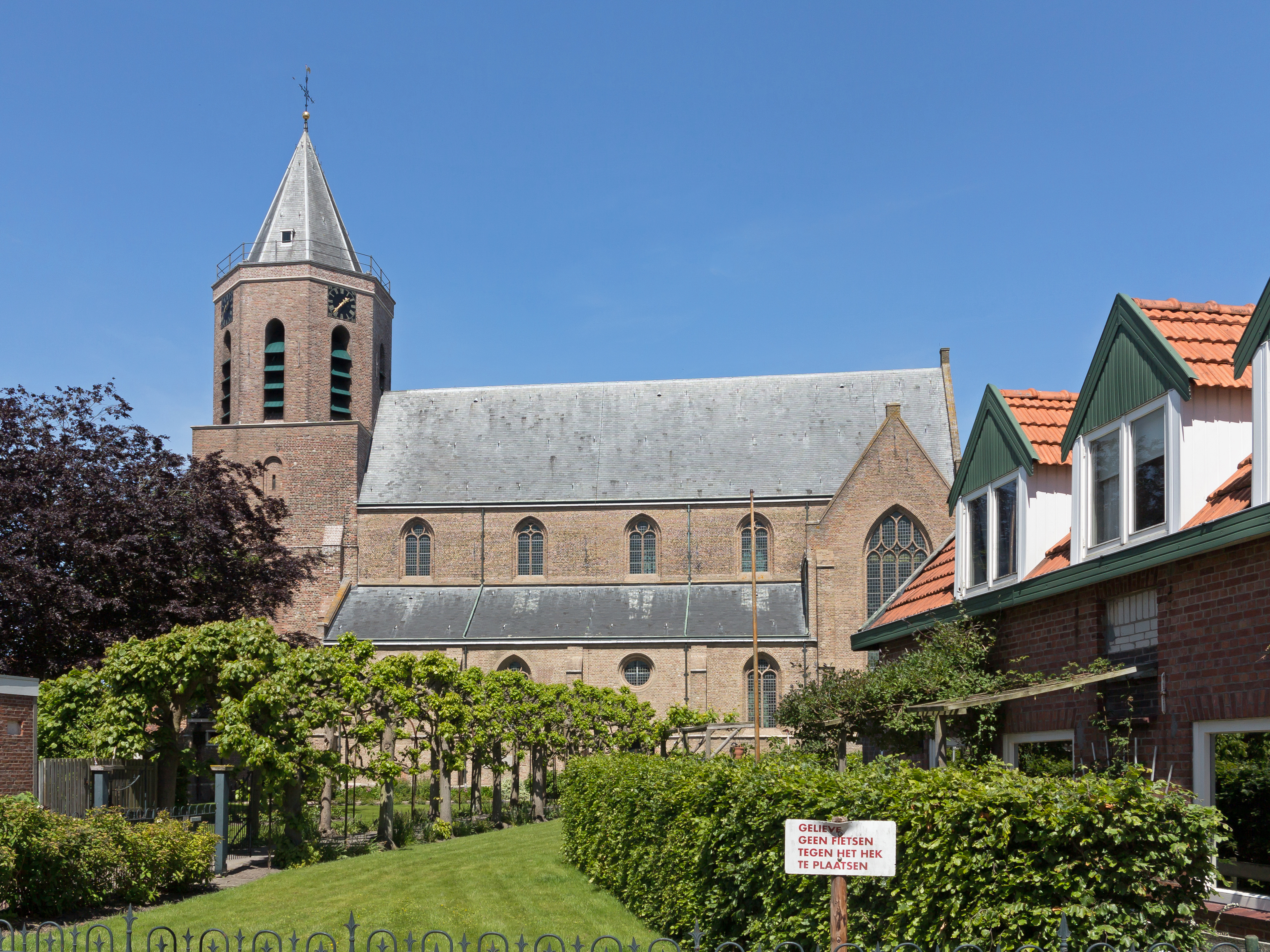
Poortvliet: la chiesa di San Pancrazio

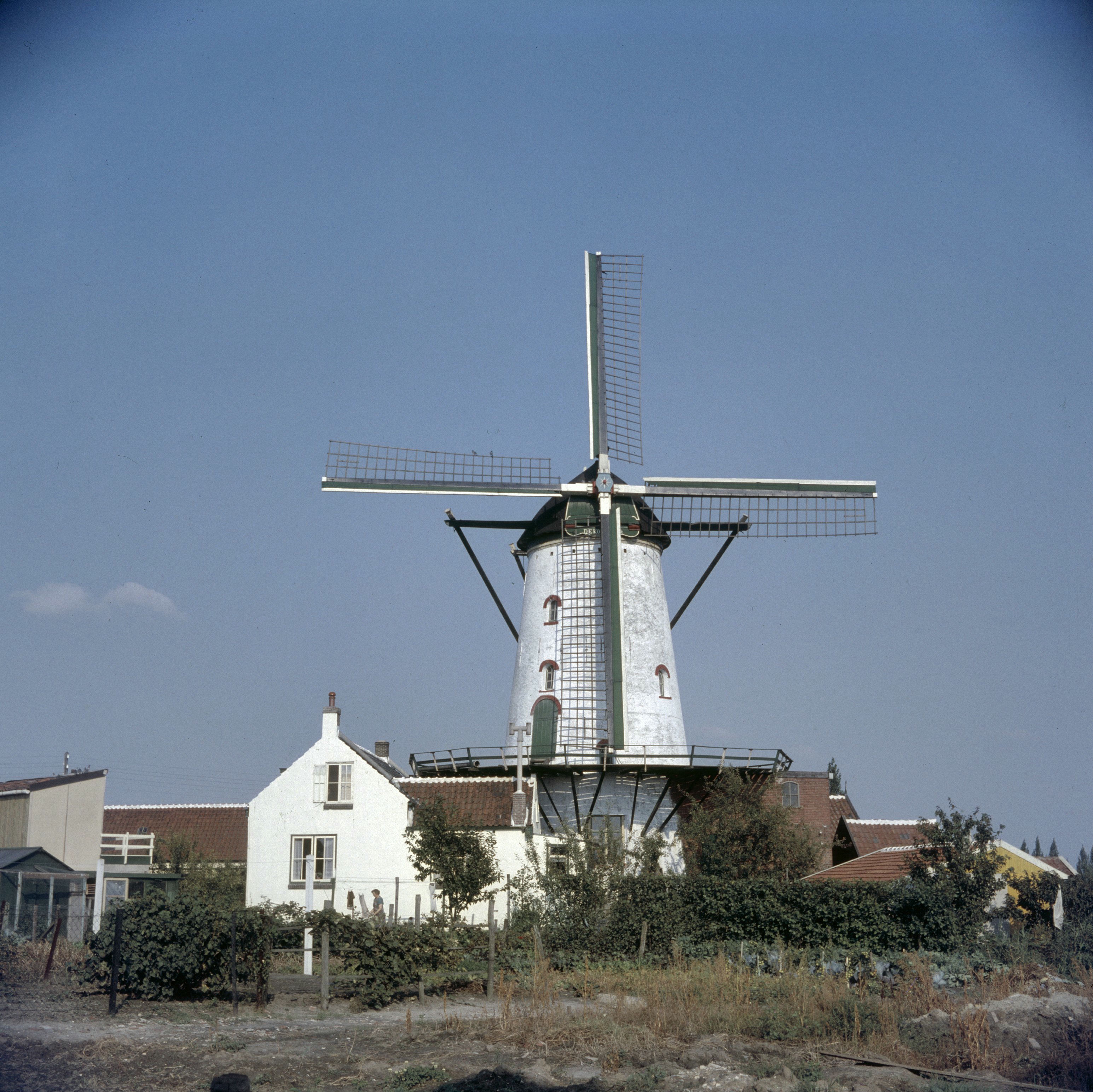
Poortvliet: il mulino "De Korenaar"

Poortvliet (in zelandese: Poôfliet) è un villaggio (dorp) di circa 1.600 abitanti della costa sud-occidentale dei Paesi Bassi, facente parte della provincia della Zelanda (Zeeland) e situato nella penisola (ed ex-isola) di Tholen (regione: Brabante Occidentale), dove si affaccia sulla Schelda Orientale (Oosterschelde). Dal punto di vista amministrativo, si tratta di un ex-comune, dal 1971 accorpato alla municipalità di Tholen.

## Geografia fisica
Poortvliet si trova ad ovest del corso dello Schelde-Rijnskanaal, a nord-ovest di Yerseke e a nord/nord-ovest della località di Reimerswaal e dell'Oosterscheldekering e tra le località di Sint-Annaland e Sint-Maartensdijk (rispettivamente a sud della prima e ad est della seconda).

## Storia

### Dalle origini ai giorni nostri
Poortvliet è menzionato per la prima volta agli inizi del XIII secolo. Il villaggio sorse attorno a un canale chiamato Pluimpot (chiuso nel 1957) ed era in origine costituito da una o più isole.
Nel 1204, fu anche eretto un castello in loco, per volere di Hugo van Voorne.
Nel 1813, fu aggiunto al territorio comunale di Poortvliet il villaggio di Nieuw Strijen.
Poortvliet cessò di essere un comune indipendente il 30 giugno 1971.

### Simboli
Nello stemma di Poortvliet sono raffigurati quattro leoni e delle onde azzurre.
Questo stemma deriva da quello del casato di Henegouw e venne utilizzato dalla signoria di Poortvliet a partire dal XVII secolo e come stemma comunale fino al 1950.

## Monumenti e luoghi d'interesse
Poortvliet vanta 12 edifici classificati come rijksmonumenten.

### Architetture religiose

#### Chiesa di San Pancrazio
Principale edificio religioso di Poortvliet è la chiesa di San Pancrazio (Pankratiusskerk), situata al nr. 14 della Noordstraat e risalente al XV secolo.

### Architetture civili

#### Mulino "De Korenaar"
Altro edificio d'interesse è il mulino "De Korenaar", situato al nr. 38 della Molenstraat e risalente all 1710.

## Società

### Evoluzione demografica
Al censimento del 2018, Poortvliet contava una popolazione pari a 1.640 abitanti, in maggioranza (50,6%)  di sesso maschile.
Il dato è rimasto sostanzialmente stabile rispetto ai rilevamenti precedenti (1.635 abitanti nel 2017 e 1.645 nel 2016). Precedentemente, la località aveva conosciuto un decremento demografico tra il 2013 e il 2015, quando è passata da 1.681 a 1.632 abitanti.

## Geografia antropica

### Suddivisioni amministrative
Buurtschappen
- De Rand
- Malland
- Oud Kerkhof
- Schoondorp
- Strijenham.